# Mario Kart 8
Mario Kart 8 (マリオカート8 Mario Kāto Eito?) är ett racingspel som utvecklades och släpptes av Nintendo till Wii U den 29 maj 2014 i Japan, den 30 i Nordamerika och Europa, och den 31 i Australien.
Spelet är uppföljaren till Mario Kart 7, och det åttonde konsolspelet i Mario Kart-serien; räknas även spel till arkadmaskiner med är spelet det elfte i serien. En ny version av spelet, Mario Kart 8 Deluxe, släpptes till Nintendo Switch 28 april 2017.

## Gameplay
Mario Kart 8 har element från både Mario Kart Wii och Mario Kart 7; till exempel kan man köra både motorcyklar och bilar, och kan köra under vatten och sväva i luften. En nyhet för serien är "anti-gravitation", vilket innebär att spelare vid vissa tillfällen kan köra längs med väggar och tak. Spelet har stöd för upp till tolv spelare samtidigt online, och det stödjer både handkontroller avsedda för Wii U och för Wii.

## Mario Kart 8 Deluxe
Spelet släpptes på nytt till Nintendo Switch under namnet Mario Kart 8 Deluxe den 28 april 2017 med nytt innehåll. Den nya versionen innehåller bland annat nya förare, hjälpmedel, ett förbättrat Battle Mode med nya banor samt möjligheten att ha två föremål på sig.

### Booster Course Pass
Den 9 februari 2022 meddelades det att DLC skulle släppas till Mario Kart 8 Deluxe. Booster Course Pass innehåller totalt 48 banor utspridda i 8 nya cuper. De flesta av dessa banor kommer från tidigare Mario Kart-spel. För första gången finns även banor från Mario Kart Tour med. Banorna släpps åtta åt gången (två cuper) i totalt sex omgångar ("waves") utspridda till slutet av 2023. Booster Course Pass går att köpa separat och ingår även i Nintendo Switch Online + Expansion Pack.
Den första omgången med banor släpptes den 18 mars 2022.
Den andra omgången med banor utannonserades den 28 juli 2022 och släpptes den 4 augusti.
Den tredje omgången med banor utannonserades den 13 september 2022 och släpptes den 7 december.
Den fjärde omgången med banor samt spelfiguren Birdo utannonserades den 8 februari 2023 och släpptes den 8 mars.
Den femte omgången med banor samt spelfigurerna Petey Piranha, Wiggler och Kamek utannonserades den 21 juni 2023 och släpptes den 12 juli.
Den sjätte och sista omgången med banor samt spelfigurerna Diddy Kong, Funky Kong, Pauline och Peachette utannonserades den 14 september 2023 och släpps den 9 november.